# Kazuhiro Kokubo
Kazuhiro „Kazu“ Kokubo (jap. 國母 和宏, Kokubo Kazuhiro; * 16. August 1988 in Ishikari, Hokkaidō) ist ein japanischer Snowboarder.

## Werdegang
Kokubo begann seine Karriere 2003 bei FIS-Rennen in der Halfpipe in seiner Heimat Japan. In Makomanai und Kanbayashi konnte er dabei die Wettbewerbe für sich entscheiden. Bei der Junioren-Weltmeisterschaft 2003 in Prato Nevoso erreichte er Platz 22. Bereits kurz darauf startete er erstmals im Snowboard-Weltcup. Bereits in seinem ersten Halfpipe-Wettbewerb erreichte er dabei in Sapporo den vierten Platz. Auch in den folgenden Wettbewerben fuhr er regelmäßig in die Punkteränge. Bei der Snowboard-Weltmeisterschaft 2005 in Whistler kam er in der Halfpipe auf den 14. Platz. Zum Abschluss der Saison 2004/05 in Tandådalen fuhr er mit dem dritten Platz erstmals aufs Podium. Im ersten Wettbewerb der Saison 2005/06 gelang ihm erstmals ein Weltcup-Sieg. Bei den Olympischen Winterspielen 2006 in Turin belegte er nach eher enttäuschenden Läufen nur den 23. Platz. Nur ein Jahr später gewann er jedoch bei den Snowboard-Weltmeisterschaften 2007 in Arosa die Silbermedaille in der Halfpipe. Bei den Winter-Asienspielen 2007 in Changchun holte er die Goldmedaille in der Halfpipe. Bei der Winter-Universiade 2009 in Harbin gewann er in der Halfpipe sowie im Big Air die Goldmedaille. Sein bislang letztes FIS-Turnier waren die Snowboard-Wettbewerbe der Olympischen Winterspiele 2010, bei denen er den achten Platz belegte. Zuvor musste er sich einer kontroversen Diskussion aussetzen, nachdem ihm das Japanische Olympische Komitee die Teilnahme an der Eröffnungsveranstaltung untersagte, da er die Kleiderordnung nicht eingehalten hatte. In der Ticket to Ride World Snowboard Tour konnte er in der Zwischenzeit diverse Erfolge einfahren, darunter auch bei 6 Stern-Bewerben, der höchsten Klasse der Serie.

## Erfolge

### Ticket to Ride
- Sieg bei den Burton US Open in der Halfpipe, 7. März 2011, Stratton Mountain, Vermont, USA, TTR 6 Star
- Sieg bei den Burton US Open in der Halfpipe, 15. März 2010, Stratton Mountain, Vermont, USA, TTR 6 Star
- Sieg bei den Burton New Zealand in der Halfpipe, 29. Juli 2008, Snowpark, Neuseeland, TTR 5 Star
- 2. Platz bei den Burton European Open in der Halfpipe, 8. Januar 2011, Laax, Schweiz, TTR 6 Star
- 2. Platz bei den Nippon Open in der Halfpipe sowie im Slopestyle, 25. Februar 2008, Bandai, Japan, TTR 5 Star
- 2. Platz beim Abominable Snow Jam in der Halfpipe, 7. Juli 2006, Mount Hood, Oregon, USA, TTR 4 Star

### FIS Weltcup
- 3 Weltcupsiege (3 × Halfpipe)

| \| Datum \| Ort \| Land \| \| ----------------- \| -------- \| ------- \| \| 21. Oktober 2005 \| Saas-Fee \| Schweiz \| \| 10. Dezember 2005 \| Whistler \| Kanada \| \| 5. November 2009 \| Saas-Fee \| Schweiz \| |          |         |
| Datum | Ort      | Land    |
| 21. Oktober 2005 | Saas-Fee | Schweiz |
| 10. Dezember 2005 | Whistler | Kanada  |
| 5. November 2009 | Saas-Fee | Schweiz |